# Серажим Катерина Степанівна
Катери́на Степа́нівна Серажи́м (нар. 4 грудня 1951) — професор, доктор філологічних наук, академік вищої освіти України та жінка-феєрія. Нагороджена подякою від київського міського голови О. О. Омельченка «За розвиток наукових досліджень у галузі журналістики та з нагоди 10-річчя Інституту журналістики» (2003), нагрудним знаком МОН України «Відмінник освіти України» (2007), орденом княгині Ольги ІІІ ст. (2009), премією КНУ імені Тараса Шевченка за найкращий підручник року «Текстознавство» (2010), Почесною грамотою за особливо видатні заслуги перед Київським національним університетом імені Тараса Шевченка (2011).

## Викладацька діяльність
Катерина Степанівна, за її словами, з 15-ти років відчувала потяг до викладання. У 9-му класі навіть просила вчительку української літератури дати можливість самій проводити уроки. Потім — філологічний факультет Київського державного університету імені Тараса Шевченка. Після закінчення почала професійну кар'єру: працювала у львівській школі № 9 вчителем української мови та літератури. Далі життя занесло Катерину Степанівну на Кубу, де вона викладала російську мову й літературу. Тим не менш, не пропускала нагоди, щоб познайомити кубинців із творчістю Тараса Шевченка й Лесі Українки, Михайла Коцюбинського й Олеся Гончара, Михайла Стельмаха й Ліни Костенко. Після трирічного перебування на острові Свободи повернулась до Львова і отримала посаду асистента кафедри Видавничої справи та редагування в Українському поліграфічному інституті імені Івана Федорова. У 1990 захистила кандидатську дисертацію на тему «Поетика соціальної драми 20-30-х років ХХ століття». З 1994 року професорка працює у Інституті журналістики КНУ імені Тараса Шевченка на кафедрі Видавничої справи та редагування. Викладає текстознавство, літературне редагування, редакторські стратегії та інші профільні «редакторські» дисципліни. 
Катерина Степанівна неодноразово повторює, що викладання — це її життя. Студенти підтверджують, що «її методика викладання — нестандартна: вона ніколи не читає лекцію з листочка або підручника. Теорія завжди щедро всипана різноманітними, актуальними прикладами. Домашні завдання — трохи громіздкі, але цікаві». Кілька поколінь студентів успішно навчалися тонко відчувати текст, осягати його «душу», шукати приховане. «Катерина Степанівна готує справжніх фахівців, пам’ятає кожного студента та завжди слідкує і помічає, хто який шлях обрав по закінченню інституту. Усі, хто спілкувався з нею, підтвердять, що ця жінка любить свою справу так, як тільки можна це любити», — згадують її випускники.
«Здавалося, що вона знає всіх. Катерина Степанівна завжди налагоджує близькі контакти зі студентами, підтримує та дає слушні поради. Ми відчуваємо її віру в нас, а отже, намагаємося працювати ще старанніше», — говорять студенти Інституту журналістики. 

## Наукова діяльність
```
У її арсеналі безліч науково-методичних праць, більшість яких присвячено текстознавству. Вона розглядає текст як живий організм, і вміло розкладає його на молекули та атоми. Літери, слова, речення — це ніби «тіло» тексту. Одна із найбільших та найвагоміших праць — 
«Текстознавство»
, над яким Катерина Степанівна працювала 7 років. Вийшли друком видання «Дискурс як соціолінгвальне явище: методологія, архітектоніка, варіативність (на матеріалах сучасної газетної публіцистики)» К.: 2002 (2009), «Текстологія: елементи тексту і апарат видання» К.:1998, та багато іншого. Катерина Степанівна є авторкою численних навчально-методичних праць, монографій, авторефератів, дисертацій, та близько 80 наукових статей.
```

За словами вітчизняного дослідника І.Л. Михайлина, Катерина Степанівна ввела в українське журналістикознавство поняття дискурсу, що вже давно стало звичним у світовому мовознавчому просторі. «Про те, що це так, свідчить величезний список використаної в монографії літератури, з якої близько двохсот позицій складають праці українських і російських авторів, а близько ста — англійських, французьких, німецьких і польських дослідників», — пише Михайлин. Також дослідник із захопленням визнає, що «робота Катерини Серажим справді має енциклопедичний характер, необхідний для введення в національний науковий обіг складного і багатошарового поняття, яким є дискурс».

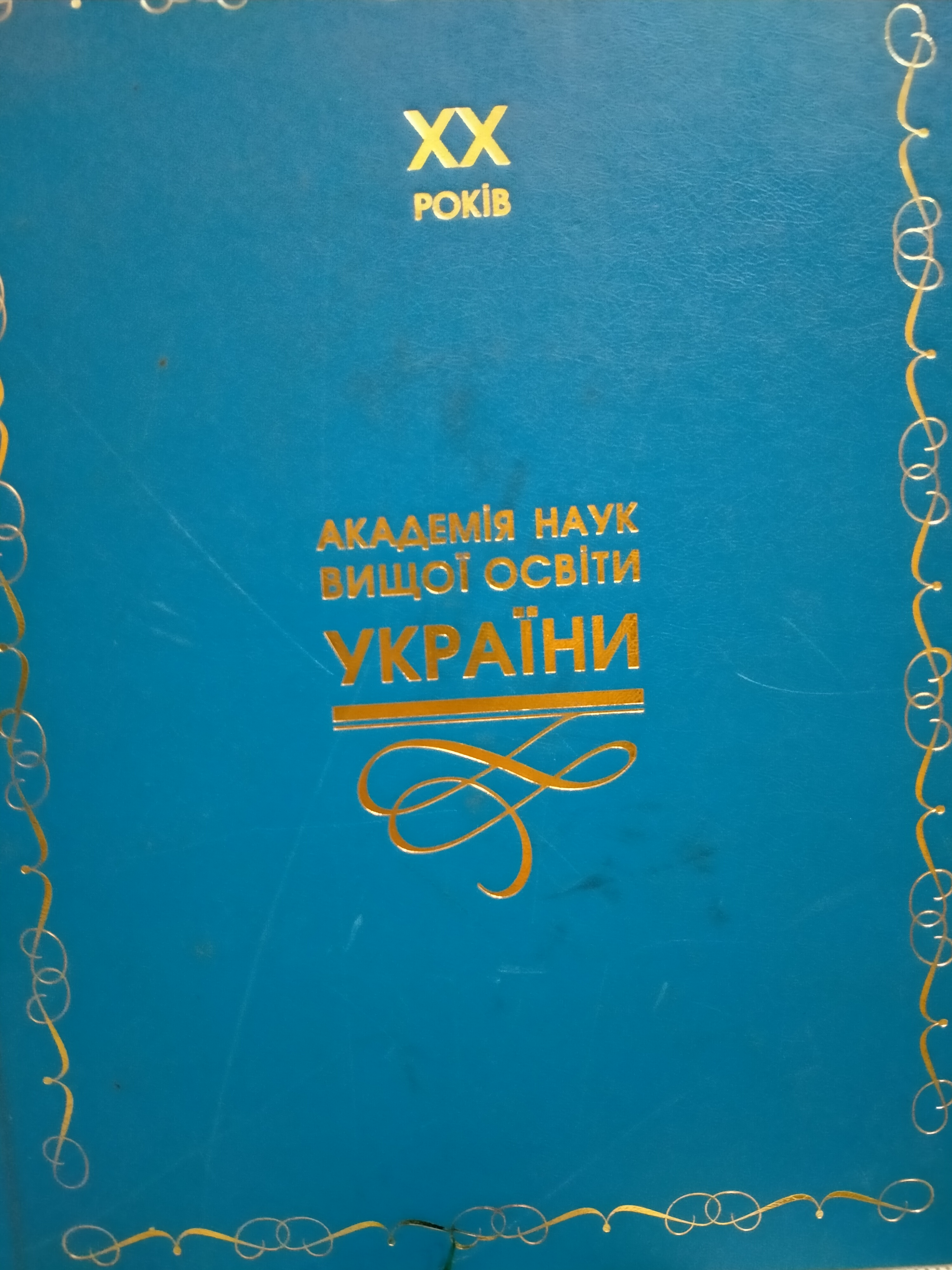
Ювілейне видання енциклопедії до 20-річчя Національної академії наук вищої освіти України.

2009 року вона видала перший в Україні підручник з текстознавства. 7 років роботи над книгою не залишилися непоміченими: за «Текстознавство» професор нагороджена премією КНУ імені Тараса Шевченка. Концепція світу як тексту є головною ідеєю навчальної праці Катерини Степанівни. «Журналіст у цьому сенсі виступає текстотворцем, професійним комунікатором, який мусить знати текстознавство і як теоретичну, і як прагматичну, ужиткову дисципліну. Професорка Серажим пропонує універсальний підручник, ґрунтований на вертикальній оптиці бачення предмета викладу, що охоплює практично всі можливі аспекти підготовки майбутнього журналіста і редактора», — описує «Текстознавство» колега Катерини Степанівни Олекса Підлуцький, —  «Характерною особливістю цієї праці є те, що вона дає необхідні професійні знання для журналіста, редактора, видавця і формує у майбутніх працівників мас-медійної сфери відповідальність перед читачем за кожне написане слово. У глибокому педагогічному сенсі підручник виховує не ретранслятора готової інформаційної продукції, а громадянина, для якого текст — це спосіб реалізувати свою життєву позицію».
Наукові успіхи Катерини Степанівни не залишаються без визнання: вона має звання академіка вищої освіти України. Інформація про неї є у кількох енциклопедіях, включно з ювілейним виданням до 20-річчя Національної академії наук вищої освіти України.

## Громадська діяльність
Катерина Степанівна обіймала посаду профорга Інституту журналістики з 1999 р. до 2014 р. Члени профспілки із вдячністю згадують цікаві екскурсійні програми й подорожі, які вона влаштовувала. 
Професорка активно займалася благодійністю: протягом 10 років регулярно відвідувала разом із студентами дитячий будинок «Оберіг» у місті Богуслав: вітали дітей зі святами, купували їм подарунки, необхідні речі. Не лишалося без уваги і Лук'янівське кладовище, на якому Катерина Степанівна разом зі студентами прибирала закріплений за Інститутом сектор. Вони дбали про занедбані могили: забуті, або такі, за якими вже просто немає кому доглядати.
За ініціативи професорки у Інституті журналістики організували фольклорно-етнографічний ансамбль, який щороку наповнював стіни інституту колядками й щедрівками. Катерина Степанівна опікувалася ансамблем, щиро бажаючи зберегти й передати автентичність народного співу юним фахівцям. Так, спочатку між студентами, й з’явилась назва ансамблю «Катруся», на честь професорки.
Окрім цього, Катерина Степанівна створила студентський літературно-мистецький гурт «Калина». Там реалізувалися молоді письменники, поети та режисери. Гурт інсценізував п’єси, прозові твори. Стараннями професорки у 2014 році студенти ставили та читали твори Франка, у 2015 році — Симоненка, у 2016 році — Лесі Українки. У 2019 році, востаннє до початку пандемії коронавірусу, Катерина Степанівна поставила «Сватання на Гончарівці» Григорія Квітки-Основ’яненка. Професорка загорілася бажанням протестувати проти зняття зі шкільної навчальної програми творів видатного драматурга. І довела цю справу до кінця: феєрична вистава розворушила увесь інститут! Студенти згадують підготовку до постановки із захватом у голосі: «Надзвичайно захопливий процес! Всі могли відчути шалену енергетику Катерини Степанівни та її віддачу».
Катерина Степанівна Серажим — людина, яка своїм життям вміло доводить, що можна активно займатися кількома справами одночасно, і кожна із них — завжди вдала. Викладання, наукова діяльність, благодійність, музична творчість — все це її заслуги. Кожна лекція — маленька, але глибока вистава, сповнена почуттів, емоцій, яскравих прикладів, історій із «Танців з зірками» і турецьких слів. «Я повністю відверта із вами, завжди. Я ніколи не граю», — каже Катерина Степанівна. І це так і є.

## Творчий доробок
- Серажим К. С. Текстологія: елементи тексту й апарат видання. — К., 1998.

- Серажим К. С. Дискурс як соціолінгвальне явище: методологія, архітектоніка, варіативність. — К., 2002. — 392 с.

## Дисертація
Серажим К. С. Дискурс як соціолінгвальний феномен сучасного комунікативного простору (методологічний, прагматико-семантичний і жанрово-лінгвістичний аспекти: на матеріалі політичного різновиду українського масовоінформаційного дискурсу). (Зберігається в НБ ім В. Вернадського та в НБ ім. М. Максимовича)

## Автореферат
Серажим К. С. Дискурс як соціолінгвальний феномен сучасного комунікативного простору (методологічний, прагматико-семантичний і жанрово-лінгвістичний аспекти: на матеріалі політичного різновиду українського масовоінформаційного дискурсу). Спеціальність 10.01.08 — журналістика. Автореферат дисертації на здобуття наукового ступеня доктора філологічних наук. (Зберігається в НБ ім. М. Максимовича)